# Championnat d'Italie de football de deuxième division 2009-2010
Navigation
Saison précédente Saison suivante
Le championnat d'Italie Serie B 2009-2010 est la 88e édition du championnat de Serie B. Les vingt-deux clubs participants au championnat ont été confrontés à deux reprises aux vingt-un autres. 
À la fin de la saison, les deux premiers ont été promus en Serie A, les quatre suivants s'affrontent en barrages pour la troisième place de montée en Serie A sauf si le 3e a au moins 10 points d'avance sur le 4e, dans ce cas le 3e monte automatiquement et il n'y a donc pas de barrage pour la montée en Serie A.
Les trois derniers ont été relégués en Ligue Pro 1, les 18e et 19e se rencontrent en matchs aller-retour pour déterminer le dernier club relégué.
Aucun changement à signaler, 22 équipes composeront le championnat. Au terme de l'édition précédente, onze clubs sont assurés d'y participer: l'UC Albinoleffe, Ascoli Calcio 1898, l'AS Cittadella, Frosinone Calcio, l'Associazione Calcio Mantova, le Modène FC, le Plaisance Calcio, le Salernitana Sport, l'US Sassuolo, l'US Triestina et le Vicenza Calcio, toutes ayant été protagonistes de l'édition 2008-2009.
Viennent se rajouter l'Associazione Calcio Cesena et le Gallipoli Calcio, vainqueurs de la Ligue Pro 1 2008-2009, la Reggina Calcio et l'US Lecce provenant de l'étage supérieur.
Sept autres équipes prendront part à la Serie B 2009-2010, dont le vainqueur des play-out entre Ancona Calcio et Rimini Calcio, les perdants des play-off ainsi que les vainqueurs de barrages de Ligue Pro 1.

## Les 22 clubs participants
| Club              | Stade                          | Capacité                | Ville             |
| ----------------- | ------------------------------ | ----------------------- | ----------------- |
| UC Albinoleffe    | Stadio Atleti Azzurri d'Italia | 26 393 (Joue à Bergame) | Albino et Leffe   |
| Ancona Calcio     | Stadio del Conero              | 26 000                  | Ancône            |
| Ascoli Calcio     | Stadio Cino e Lillo Del Duca   | 20 000                  | Ascoli Piceno     |
| Brescia           | Stadio Mario Rigamonti         | 27 547                  | Brescia           |
| Cesena            | Stadio Dino Manuzzi            | 23 860                  | Cesena            |
| AS Cittadella     | Stadio Omobono Tenni           | 9 996 (Joue à Trévise)  | Cittadella        |
| Crotone           | Stadio Ezio Scida              | 9 631                   | Crotone           |
| Empoli            | Stadio Carlo Castellani        | 19 795                  | Empoli            |
| Frosinone Calcio  | Stadio Matusa                  | 9 680                   | Frosinone         |
| Gallipoli Calcio  | Stadio Via del Mare            | 33 876                  | Gallipoli         |
| US Grosseto FC    | Stadio Carlo Zecchini          | 8 350                   | Grosseto          |
| US Lecce          | Stadio Via del Mare            | 33 876                  | Lecce             |
| AC Mantova        | Stadio Danilo Martelli         | 14 844                  | Mantoue           |
| Modène FC         | Stadio Alberto Braglia         | 20 507                  | Modène            |
| Calcio Padova     | Stadio Euganeo                 | 32 336                  | Padoue            |
| Piacenza          | Stadio Leonardo Garilli        | 21 608                  | Plaisance         |
| Reggina Calcio    | Stadio Oreste Granillo         | 27 454                  | Reggio de Calabre |
| Salernitana Sport | Stadio Arechi                  | 37 245                  | Salerne           |
| US Sassuolo       | Stadio Alberto Braglia         | 20 507 (Joue à Modène)  | Sassuolo          |
| Torino FC         | Stadio Olimpico di Torino      | 27 500                  | Turin             |
| US Triestina      | Stadio Nereo Rocco             | 32 454                  | Trieste           |
| Vicenza           | Stadio Romeo Menti             | 17 163                  | Vicence           |

## Classement
| Rang | Équipe             | J  | G  | N  | D  | BP | BC | Diff. | Pts | Commentaires                                                                     |
| ---- | ------------------ | -- | -- | -- | -- | -- | -- | ----- | --- | -------------------------------------------------------------------------------- |
| 1.   | US Lecce           | 42 | 20 | 15 | 7  | 66 | 47 | +19   | 75  | Montée en Serie A                                                                |
| 2.   | AC Cesena          | 42 | 20 | 14 | 8  | 55 | 29 | +26   | 74  | Montée en Serie A                                                                |
| 3.   | Brescia Calcio     | 42 | 21 | 9  | 12 | 60 | 44 | +16   | 72  | Barrages pour la montée en Serie A                                               |
| 4.   | US Sassuolo        | 42 | 18 | 15 | 9  | 60 | 42 | +18   | 69  | Barrages pour la montée en Serie A                                               |
| 5.   | Torino FC          | 42 | 19 | 11 | 12 | 53 | 36 | +17   | 68  | Barrages pour la montée en Serie A                                               |
| 6.   | AS Cittadella      | 42 | 18 | 12 | 12 | 62 | 43 | +19   | 66  | Barrages pour la montée en Serie A                                               |
| 7.   | US Grosseto FC     | 42 | 14 | 19 | 9  | 66 | 63 | +3    | 61  |                                                                                  |
| 8.   | FC Crotone         | 42 | 17 | 11 | 14 | 53 | 50 | +3    | 60  |                                                                                  |
| 9.   | Ascoli Calcio      | 42 | 15 | 12 | 15 | 57 | 57 | 0     | 57  |                                                                                  |
| 10.  | Empoli             | 42 | 15 | 11 | 16 | 66 | 56 | +10   | 56  |                                                                                  |
| 11.  | UC Albinoleffe     | 42 | 14 | 13 | 15 | 59 | 56 | +3    | 55  |                                                                                  |
| 12.  | Reggina Calcio     | 42 | 15 | 9  | 18 | 51 | 56 | -5    | 54  |                                                                                  |
| 13.  | Modène FC          | 42 | 14 | 12 | 16 | 39 | 47 | -8    | 54  |                                                                                  |
| 14.  | Vicenza Calcio     | 42 | 12 | 17 | 13 | 40 | 41 | -1    | 53  |                                                                                  |
| 15.  | Piacenza Calcio    | 42 | 13 | 14 | 15 | 40 | 45 | -5    | 53  |                                                                                  |
| 16.  | Frosinone Calcio   | 42 | 15 | 8  | 19 | 50 | 67 | -17   | 53  |                                                                                  |
| 17.  | Ancona Calcio      | 42 | 15 | 9  | 18 | 55 | 56 | -1    | 52  | Disqualifié par la fédération. Relégation en excellence                          |
| 18.  | US Triestina       | 42 | 13 | 12 | 17 | 41 | 51 | -10   | 51  | Barrage de maintien en Serie B                                                   |
| 19.  | Calcio Padova      | 42 | 12 | 15 | 15 | 44 | 48 | -4    | 51  | Barrage de maintien en Serie B                                                   |
| 20.  | AC Mantova         | 42 | 10 | 18 | 14 | 46 | 58 | -12   | 48  | Relégation en Série D                                                            |
| 21.  | Gallipoli Calcio   | 42 | 10 | 10 | 22 | 43 | 74 | -31   | 40  | Exclusion de toutes competitions professionnelles. Rétrogradation en Promozione. |
| 22.  | Salernitana Calcio | 42 | 5  | 8  | 29 | 40 | 80 | -40   | 23  | Relégation en troisième division                                                 |

### Barrages pour la montée enSerie A
Demi-finales :
- Torino FC - US Sassuolo 3:2 (1:1, 2:1)
- AS Cittadella - Brescia Calcio 1:1 (0:1, 1:0)

Finale :
- Torino FC - Brescia Calcio :  (0:0, 1:2 )

Le Brescia Calcio monte en Serie A.

### Barrage de maintien enSerie B
- Calcio Padova - US Triestina 3:0 (0:0, 3:0)

Le Calcio Padova se maintient en Serie B.
L'US Triestina descend en Serie C1.